# Diathoneura
Diathoneura is een vliegengeslacht uit de familie van de Fruitvliegen (Drosophilidae).

## Soort
- D. opaca (Williston, 1896)